# Céligny
Céligny é uma comuna suíça do Cantão de Genebra nas margens do Lago Lemano. A particularidade desta comuna é de ser um enclave no  Cantão de Vaud e estar separada do de Genebra pelas comunas de Terra Sant.
Mais exactamente não se trata de um mas sim se dois enclaves, o maior a Norte, e um  mais pequeno a Sul que ficam separados pela comuna de Bogis-Bossey (ver Mapa).

## História
A comuna de Céligny é autenticamente genebrina e isso desde 1536 quando prestaram juramento à Senhoria de Genebra.
Durante a distribuição de territórios entre Genebra, os Senhores_de_Berna e a Casa_de_Saboia esteve para depender de Berna mas manteve-se genebrina.

## Personalidades
Nesta localidade viveram e/ou morreram algumas personalidades como   :
- Rodolphe Töpfer (1789-1846); escritor, caricaturista,e político genebrino
- Vilfredo Pareto (1848-1923); político, sociólogo e economista italiano
- Ernest Schelling (1876-1923); pianista e compositor americano
- Ernst Schmidheiny (1905-1985); industrial de São Galo que comprou o castelo de Garengo em 1945 e tomou a burguesia de Céligny em 1955
- Nikita Magaloff (1912-1992); pianista de originem russa e aqui se naturalizou em 1959
- Richard Burton (1925-1984); tinha aqui uma  residência a que chamava o "Pays de Galles". Morreu e foi enterrado em Céligny
- Alistair MacLean (1922-1987); Escritor escocês autor de romanses e cenários de filmes como o dos  "Les canons de Navarone".

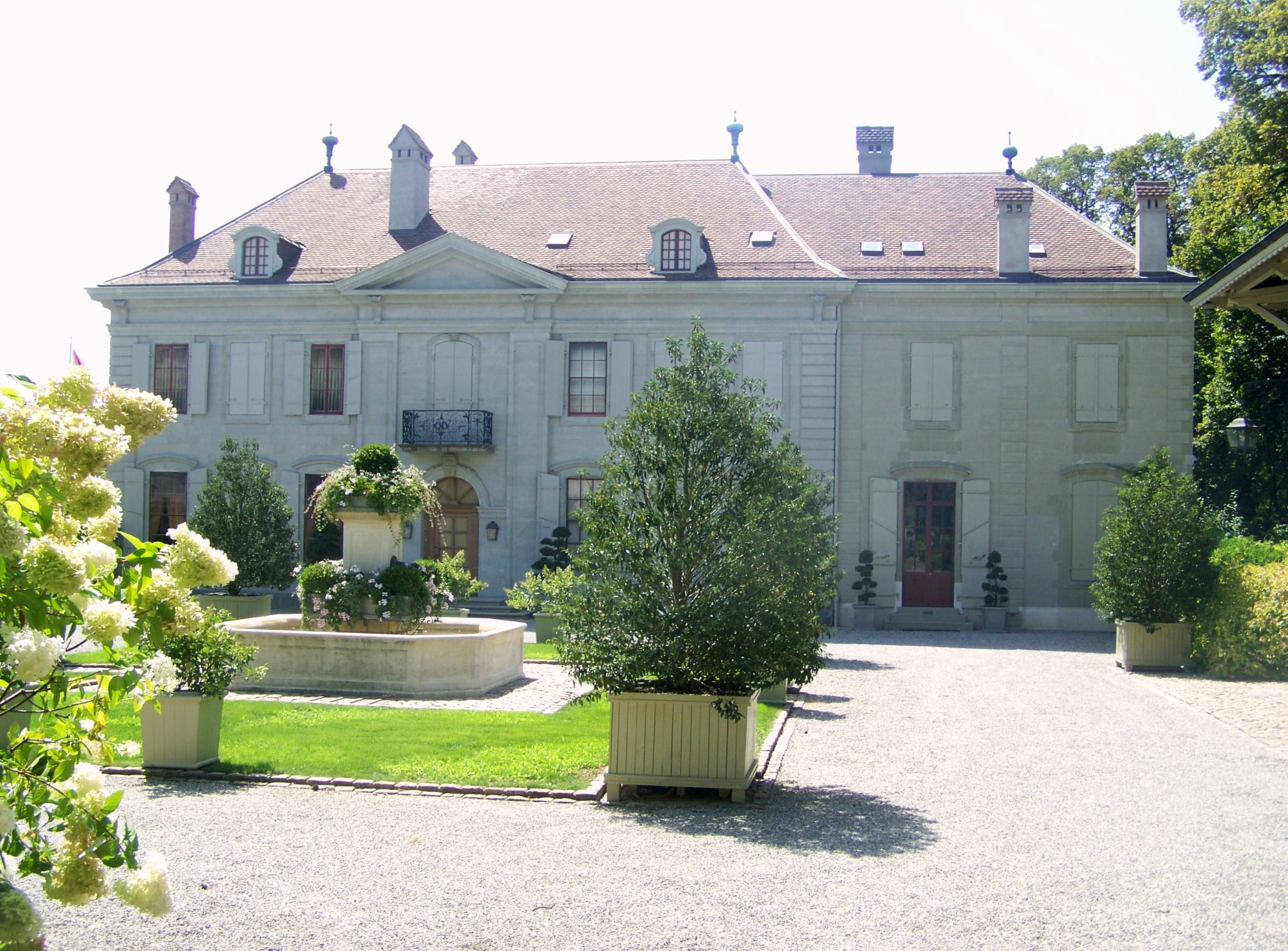
Castelo de Garengo

## Castelo de Garengo
Edifício construído em 1722 e comprado em 1945 pelo industrial de São Galo Ernst Schmidheiny. O terreno onde se encontra tem cerca de  60 000 m2 dos quais um terço é ajardinado - obra do paisagista inglês  Russel Page - e o resto arborizado e que infelizmente muito sofreram com a tempestade Lothar .

## Curiosidades
Para um automobilista que saiba que o nome do cantão faz parte da placa do altomóvel (ex: GE 1234), é estranho andar no meio de um cantão rodeados de carros com placas VD (de Vaud) e entrar numa localidade onde só vê carros com placas GE (Genebra). É isso que acontece quando se entra em Céligny.
Outra curiosidade é que o código telefónico é o de Genebra, o que é normal, só que todas as comunas do cantão de Vaud que ficam entre Céligny e o cantão de Genebra também o conservam e não o 021 de Vaud.